# Opisthacanthus piceus
Espèce
Opisthacanthus piceus est une espèce de scorpions de la famille des Hormuridae.

## Distribution
Cette espèce est endémique d'Anôsy à Madagascar. Elle se rencontre dans le parc national d'Andohahela.

## Description
Le mâle holotype mesure 53,5 mm.

## Publication originale
- Lourenço & Goodman, 2006 : A reappraisal of the geographical distribution of the genus Opisthacanthus Peters, 1861 (Scorpiones: Liochelidae) in Madagascar, including the descriptions of four new species. Boletín de la Sociedad Entomológica Aragonesa, no 38, p. 11-23 (texte intégral).